# 수성 나들목

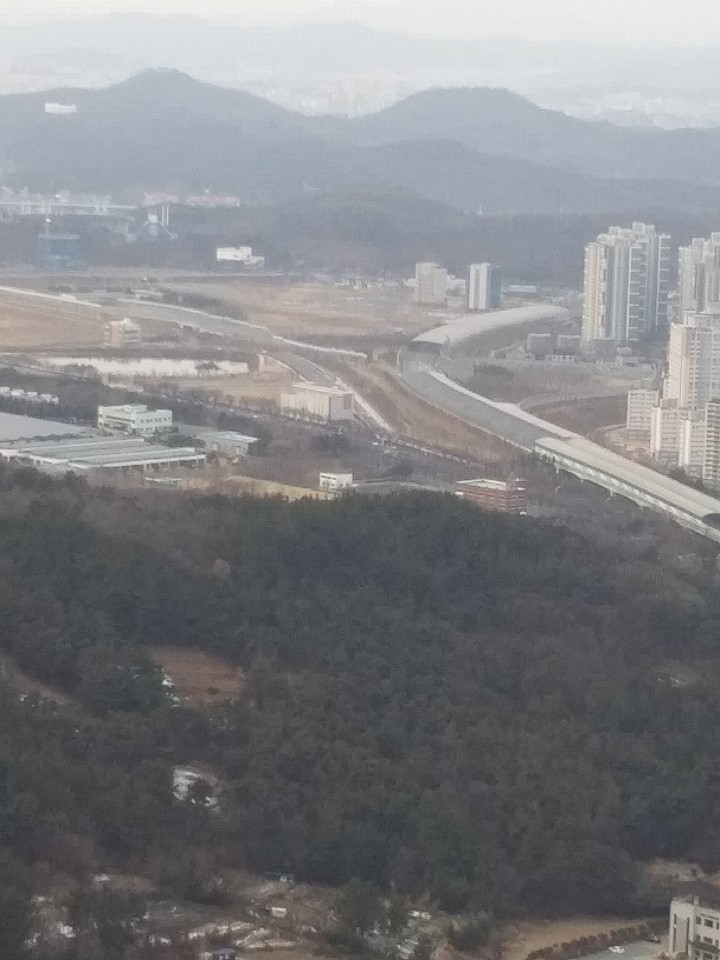
수성 나들목

수성 나들목(Suseong IC)은 대구광역시 수성구 노변동, 대흥동에 걸쳐 있는 중앙고속도로의 9번 교차로이다. 인근에 대구 도시철도 2호선 고산역과 대공원역, 대구스타디움, 대구 삼성 라이온즈 파크가 있으며, 대구 시내 (수성구 일대)와  경산 시내, 대덕산, 달성군 가창면으로 진출할 수 있다.

## 연혁
- 2002년 4월 8일 : 2006년 2월까지 경산 나들목 진출입로 평면 접속으로 전환하기 위해 대구광역시 동구 용계동 ~ 경상남도 김해시 대동면 월촌리 82.05km 구간 도로구역 변경[1]
- 2006년 1월 25일 : 중앙고속도로 대동 ~ 동대구(신대구부산고속도로) 민자구간 개통으로 영업 개시[2]

## 구조물 정보
- 위치: 대구광역시 수성구 노변동, 대흥동
- 영업소: 대구광역시 수성구 달구벌대로604길 41-19 (대흥동)

## 접속하는 도로
- 월드컵로
- 간접 연결 : 국도 제25호선, 대구광역시도 제40호선 (달구벌대로, 월드컵삼거리 이용)

## 교통량 정보
| 요금소        | 통행량 (대/일) | 통행량 (대/일) | 통행량 (대/일) | 통행량 (대/일) | 통행량 (대/일) | 통행량 (대/일) | 통행량 (대/일) | 통행량 (대/일) | 통행량 (대/일) | 통행량 (대/일) | 각주  |
| 요금소        | 2001년         | 2002년         | 2003년         | 2004년         | 2005년         | 2006년         | 2007년         | 2008년         | 2009년         | 2010년         | 각주  |
| ------------- | -------------- | -------------- | -------------- | -------------- | -------------- | -------------- | -------------- | -------------- | -------------- | -------------- | ----- |
| 수성 (폐쇄식) | 미개통         | 미개통         | 미개통         | 미개통         | 미개통         | 6,730          | 9,055          | 9,611          | 10,612         | 11,773         | [ 3 ] |
| 요금소        | 2011년         | 2012년         | 2013년         | 2014년         | 2015년         | 2016년         | 2017년         | 2018년         | 2019년         |                | [ 3 ] |
| 수성 (폐쇄식) | 12,526         | 13,127         | 13,843         | 14,158         | 13,068         | 13,517         | 14,045         | 14,398         | 15,090         |                | [ 3 ] |